# Arjewa
Arjewa (en népalais : अर्जेवा) est un comité de développement villageois du Népal situé dans le district de Baglung. Au recensement de 2011, il comptait 1 993 habitants.